# Hurt: The EP
Hurt: The EP — первый мини-альбом британской поп-певицы Леоны Льюис, состоящий из трёх кавер-версий рок-баллад групп Nine Inch Nails, The Goo Goo Dolls и Counting Crows, издан в 2011 году.

## Информация об альбоме
Летом 2011 года Леона Льюис заявила, что её третий студийный альбом Glassheart будет издан в конце года. Однако после встречи с продюсером Фрейзером Т. Смитом певица решила, что нужно ещё поработать над альбомом и записать больше материала; релиз диска Glassheart был отложен на весну 2012 года. Вместо полноценного альбома Леона Льюис записала три кавер-версии и выпустила их в качестве EP. Кавер-версия «Hurt» была исполнена на стадионе Wembley Arena во время концерта 8 сезона шоу The X Factor и на приёме королевской семьи Royal Variety Performance 2011.

## Отзывы критиков
Digital Spy в своё рецензии отметил, что «три классические рок-баллады прошли через обработку Леоны» и это может не понравиться поклонникам «чистого рока»; песня Nine Inch Nails «искренне и точно рассказывает о героиновой зависимости, а кавер-версия этой песни Джонни Кэша находится в резонансе с умирающим человеком, вспоминающим свою жизнь… Всё это звучит несколько депрессивно для выпускницы X Factor, но эмоциональная тональность Леоны и бросающий в дрожь фальцет придаёт песне настоящую красоту…Её версия песни Goo Goo Dolls „Iris“ — настоящий сюрприз».

## Список композиций
| №                   | Название            | Автор(ы)                 | Длительность |
| ------------------- | ------------------- | ------------------------ | ------------ |
| 1.                  | «Hurt»              | T. Reznor                | 3:40         |
| 2.                  | «Iris»              | J. Rzeznik               | 4:25         |
| 3.                  | «Colorblind»        | A. Duritz, C. Gillingham | 3:20         |
| Общая длительность: | Общая длительность: | Общая длительность:      | 11:25        |

## Позиции в чартах
| Чарт (2011)        | Лучший результат |
| ------------------ | ---------------- |
| Irish Albums Chart | 15               |
| UK Albums Chart    | 8                |

## Хронология релизов
| Страна         | Дата            | Лейбл                                 | Формат           |
| -------------- | --------------- | ------------------------------------- | ---------------- |
| Ирландия       | 9 декабря 2011  | Syco Music                            | digital download |
| Великобритания | 11 декабря 2011 | Syco Music                            | digital download |
| США            | 20 декабря 2011 | RCA Records, Sony Music Entertainment | digital download |